# 물타툴리
에뒤아르트 다우어스 데커르(Eduard Douwes Dekker, 1820년 3월 2일 ~ 1887년 2월 19일 잉겔하임)는 물타툴리(Multatuli, 라틴어로 '많이 고생했다'라는 뜻)라는 필명으로 더 잘 알려진 네덜란드의 작가이다.
에뒤아르트 데커르는 1820년 암스테르담에서 한 선장의 아들로 태어난다. 18살 때인 1838년 아버지와 당시 네덜란드의 식민지였던 자와섬에 와 그곳에서 식민 관료로 일하게 된다. 그의 식민관료 생활은 1856년 레박 부통감에 있을 때 전임자가 관련된 비리를 고발하지만, 오히려 해고 위협을 받게 된다. 이에 자진하여 퇴직하고 유럽으로 돌아온다.
식민사회의 모순에 큰 염증을 느낀 데커르는 신문기사와 팜플릿을 통해 고발을 계속하지만, 이러한 투쟁은 크게 반향을 얻지 못한다. 1860년 물타툴리라는 필명으로 네덜란드 식민지 정책을 신랄하게 비판하는 소설인 대표작 <막스 하벨라르(Max Havelaar)》를 발표하며, 이 소설은 네덜란드 뿐 아닌 유럽 전역에 널리 읽히면서 네덜란드 식민지에서의 노동 착취를 알렸다.